# Pata-Rât

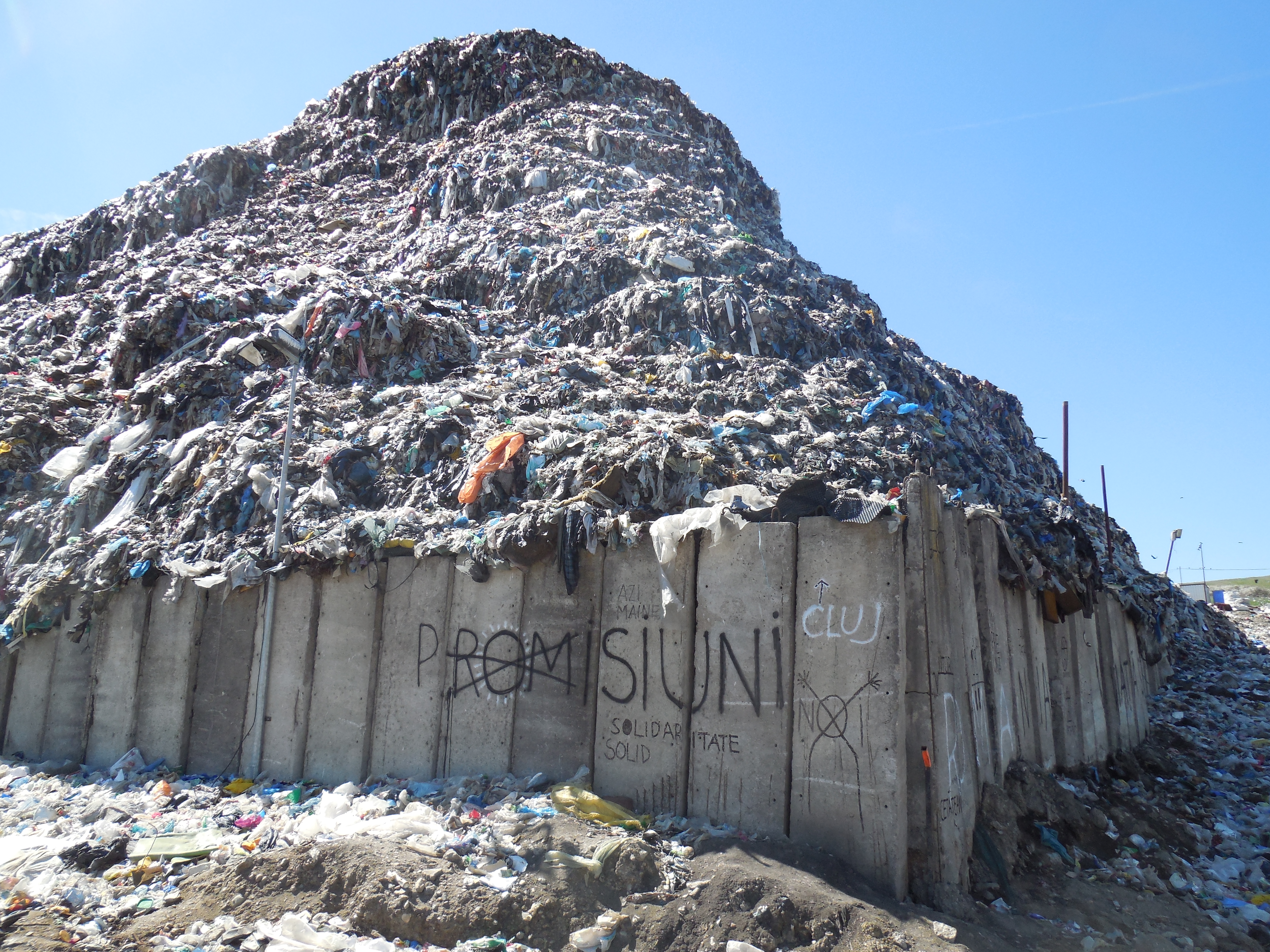
Grafitti sulla rampa di rifiuti Pata-Rât

Pata-Rât (in (HU) Patarét) è una località ove vengono racimolati i rifiuti della municipalità di Cluj-Napoca. La denominazione deriva dalla frazione Pata del comune di Apahida.
Alla Pata-Rât vivono circa 1.500 rom, evacuati da Cluj.